# Evan van Moerkerke
Evan van Moerkerke, född 16 augusti 1993, är en kanadensisk simmare. 
van Moerkerke tävlade för Kanada vid olympiska sommarspelen 2016 i Rio de Janeiro. Han var en del av Kanadas lag som slutade på 7:e plats på 4x100 meter frisim.

## Personliga rekord
| Långbana (50 meter) - 100 meter frisim – 49,75 (Toronto, 8 april 2016) | Kortbana (25 meter) - 100 meter frisim – 48,35 (Sherbrooke, 26 februari 2017) - 200 meter frisim – 1.46,98 (Sherbrooke, 24 februari 2017) |